# تحلیلگر خودکار
تحلیلگر خودکار یا اتوماتیک آنالایزر ، دستگاهی در آزمایشگاه پزشکی است که طراحی شده است برای اندازه‌گیری انواع مختلف مواد شیمیایی و آنزیمی در تعداد زیاد برای نمونه‌های خون انسانی. این دستگاه‌ها کاملاً خودکار و با کمترین دخالت متصدی و با سرعت بالا آزمایش‌ها را انجام می‌دهد.

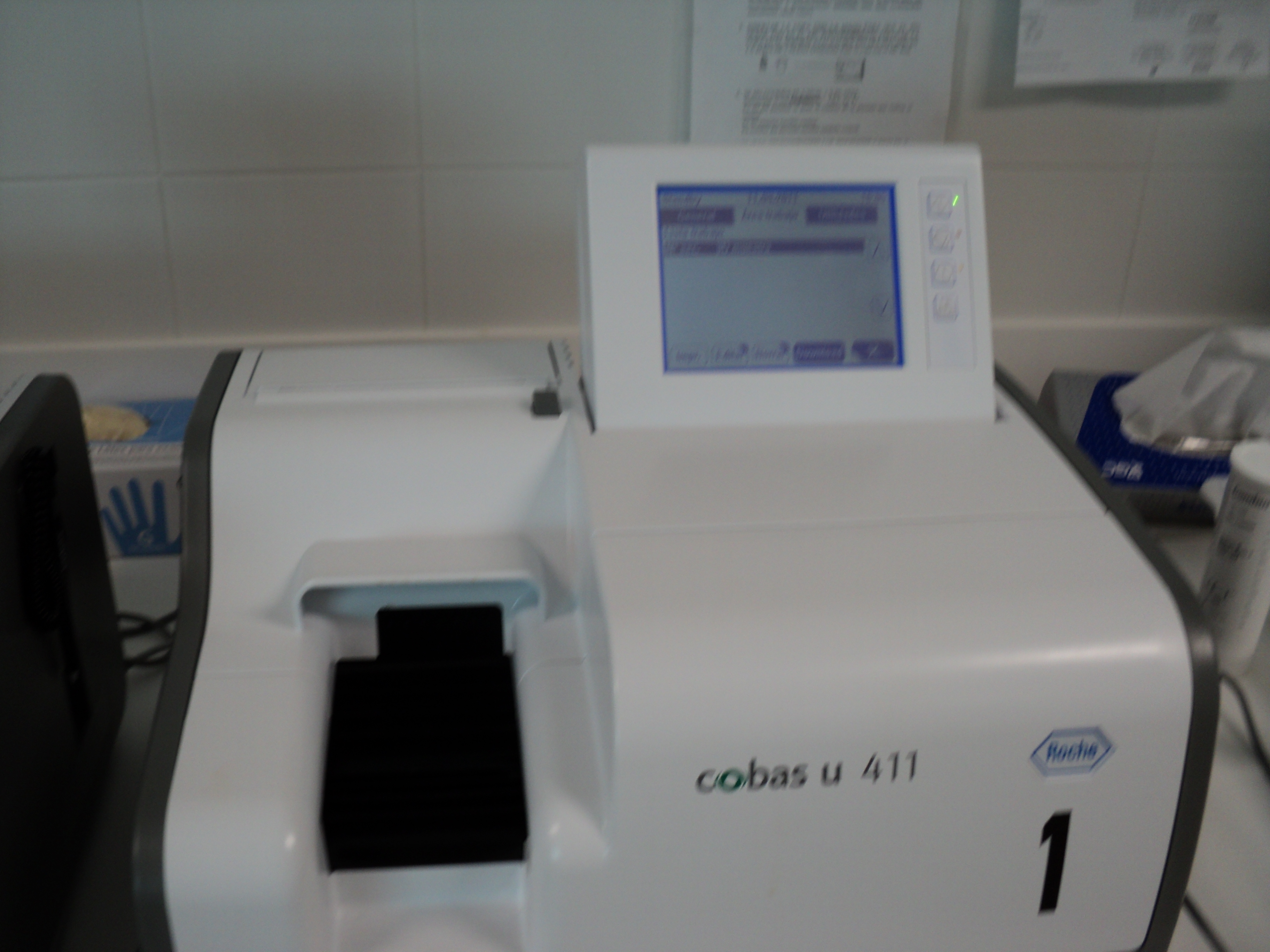
اتوانالایزر کوباس ۴۱۱

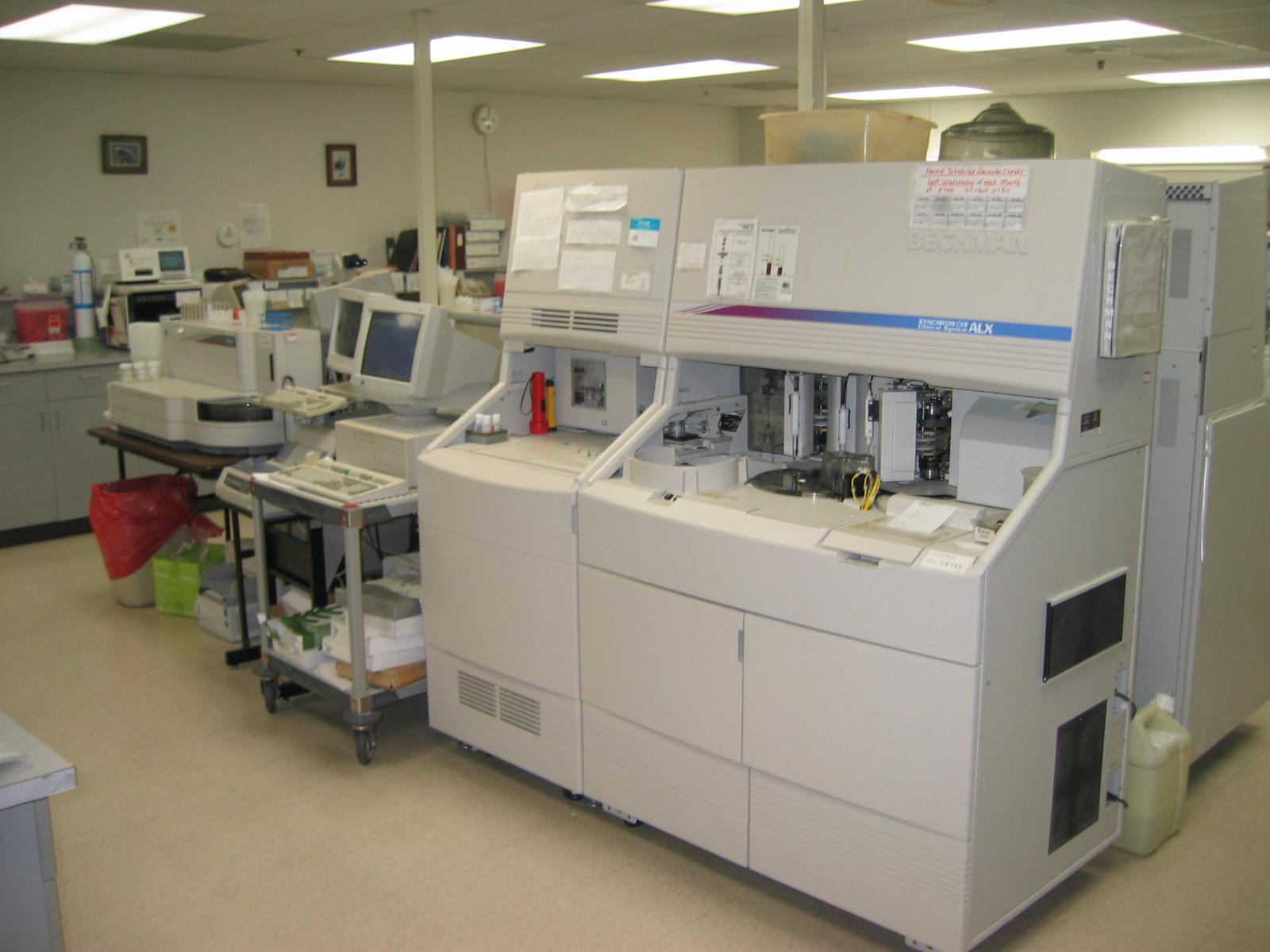
اتوانالایزر اکسس و کولتر

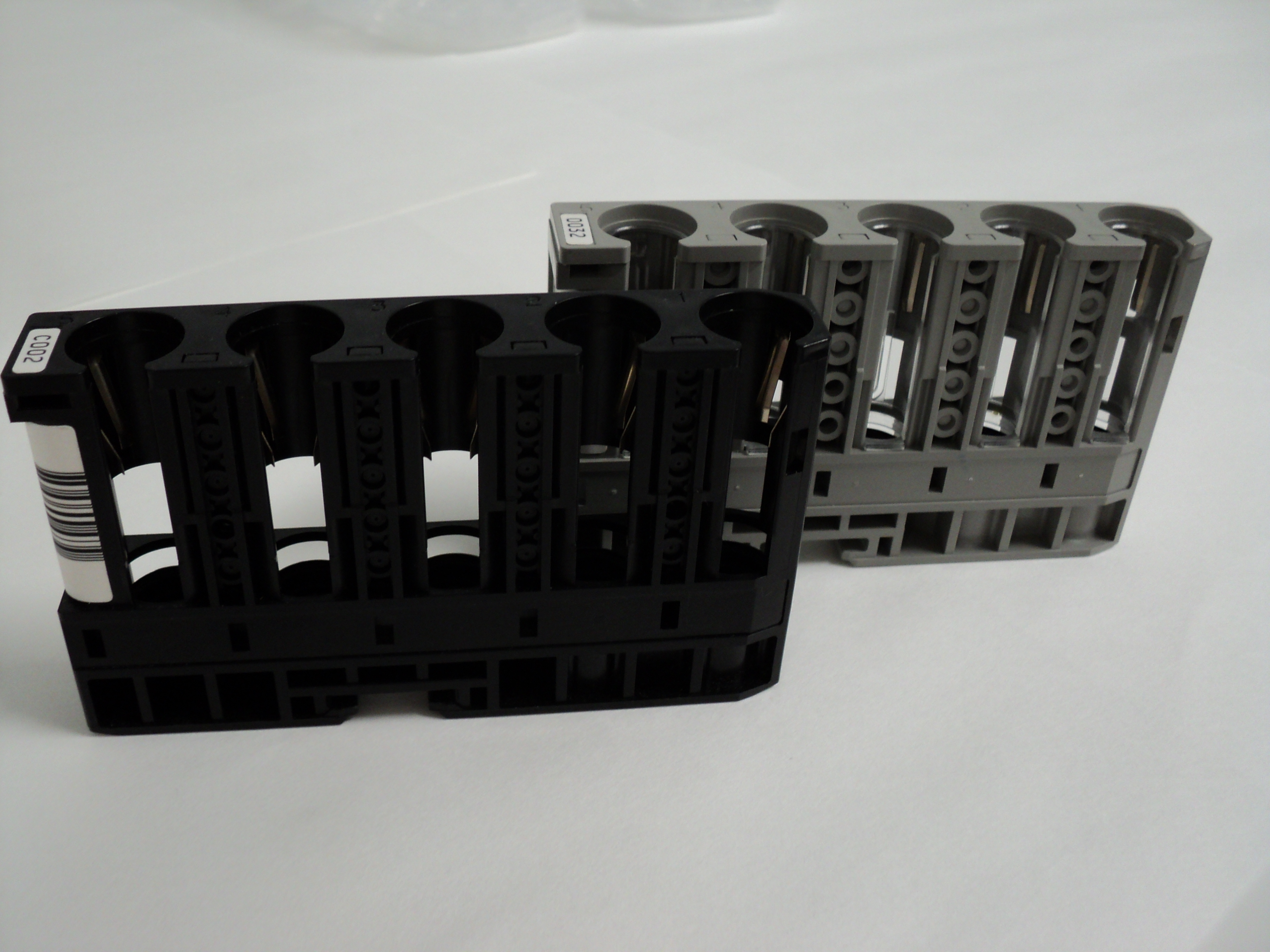
رک‌های نمونه مخصوص قرار دادن لوله‌های آزمایش

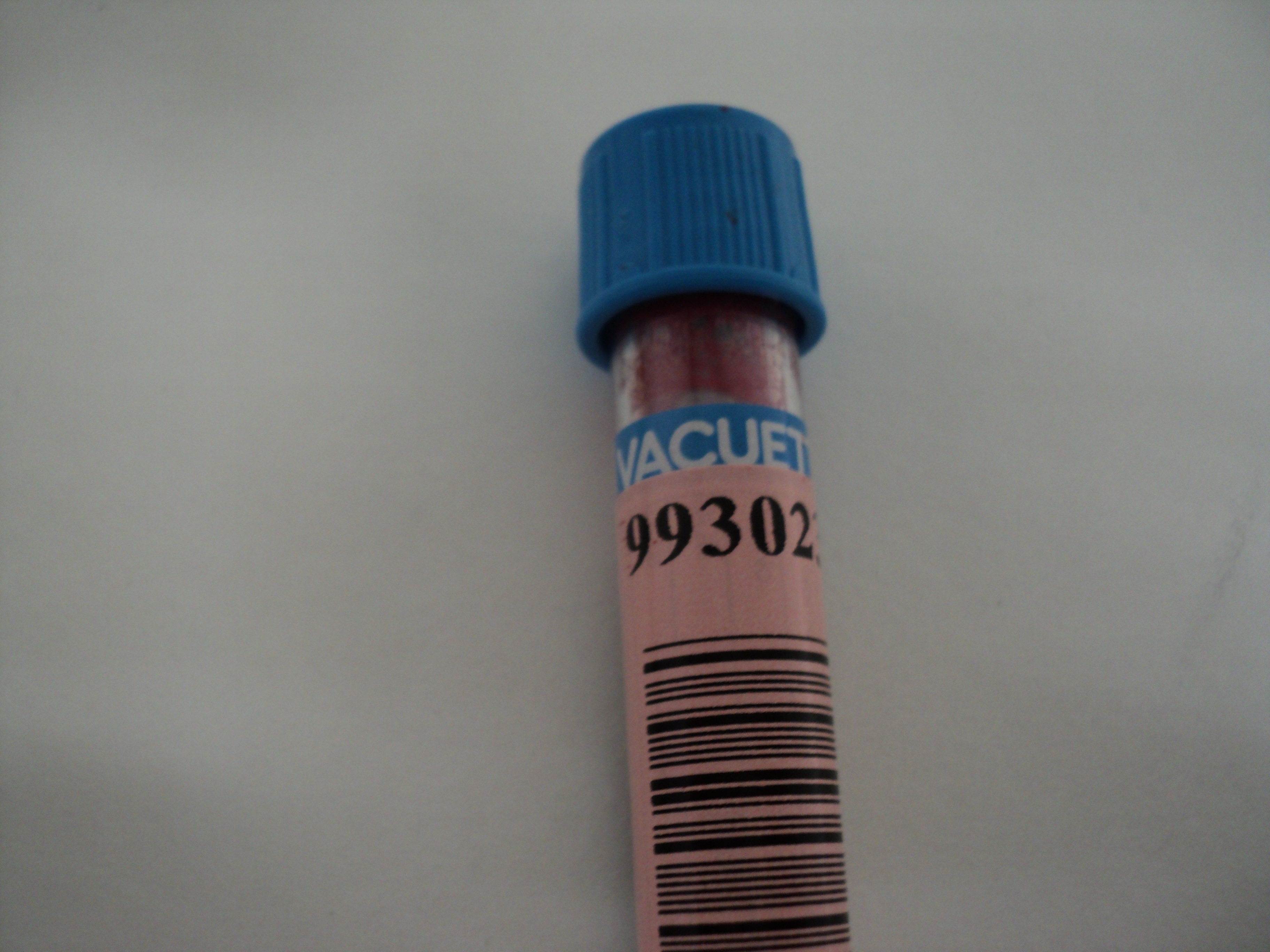
یک لوله آزمایش

اندازه‌گیری مواد شیمیایی و آنزیم‌ها در نمونه خون انسان و سایر مایع‌های بدن برای تشخیص بسیاری از بیماری‌ها مفید است
روش‌های مختلفی برای اندازه‌گیری مواد مختلف به وسیله تحلیلگرهای خودکار ابداع شده است. در این دستگاه‌ها نمونه خون در لوله‌های مخصوصی ریخته می‌شود درون رف‌های دستگاه قرار داده می‌شود. این رف‌ها در سیتی‌های دستگاه به حرکت در می‌آید تا مورد استفاده دستگاه قرار گیرد. بعضی از آنالایزرها نیاز دارند تا نمونه سرم خون درون ظروف مخصوصی ریخته شود
اتوانالایزرهای جدید به گونه‌ای طراحی شده‌اند که برخورد نمونه با اپراتور کمتر شود و ایمنی محیط کار را افزایش دهد.
خودکار شدن دستگاه‌های آزمایشگاهی نیاز به اپراتور ماهر را کم نمی‌کند زیرا هنوز یرای تأیید و بررسی نتایح به آنها نیاز است اما حجم کاری آنها را کم می‌کند. این کار باعث کاهش خطای انسانی می‌شود.

## آنالایزرهای روتین بیوشیمی
در آزمایشگاه‌های پزشکی و بیمارستان‌ها دستگاه‌های انالایزری وجود دارد که تعداد زیادی از نمونه‌ها و آزمون‌ها را به طور خودکار آزمایش می‌کند.
سامانه‌های خودکار توانسته زمان انجام بعضی از آزمایش‌ها را از یک روز حتی به چند دقیقه کاهش دهد.
اولین دستگاه خودکار زیست‌شیمی برای اندازه‌گیری آزمون‌های زیست‌شیمی در آزمایشگاه توسط آقای هانس باروخ در سال ۱۹۵۹ به صورت تجاری وارد بازار شد
تحلیلگرهای خودکار که با استفاده از سامانه‌های خودکار قادر به انجام آزمایش هستند از سال ۱۹۵۷ توسط لئونارد اسکیج ساخته شده و توسط کمپانی تکنیکون وارد بازار شد
اولین دستگاه در آزمایشگاه‌های بیمارستان راه اندازی شد.
اتوانالایزرها باعث شدند تعداد بیشتری تست‌ها و نمونه‌های بیماران در آزمایشگاه با سرعت بیشتری انجام شود؛ که نسبت به آزمایش‌هایی که به روش دستی انجام می‌شد مزیت‌های بیشتری داشت . .
تست‌های زیادی بر روی نمونه‌ها انجام می‌شود از جمله آنزیم شامل آنزیم‌های کبدی و سایر مواد شامل سدیم و پتاسیم و آهن وگلوکز و آلبومین و کراتینین.

## تحلیگرهای خودکار ایمونواسی
در آنالایزرهایی که از پادتن برای ستجش مواد استفاده می‌شود را ایمونوانالایزر گویند؛ که آزمایشات بر مبنای واکنش پادگن (آنتی‌ژن) و پادتن انجام می‌شود
در این آزمایش‌ها از روش‌هایی با حساسیت و ویژه‌کاری بالایی استفاده می‌شود.
پیشرفت‌های اخیر باعث ساخت انالایزرهای هماتوبوژی برای انجام تست‌های شمارش کامل گلبولی و تست رسوب گلبوب قرمز و تست‌های انعقادی استفاده می شوده شدن دستگاه‌هایی با استفاده در بخش‌های ایمونوهماتولوژی شده است

## آنالایزرهای هماتولوژی
دستگاه شمارنده سلولی یا سل کانتر یا انالایزرهای هماتولوژی برای انجام تست‌های شمارش کامل گلبولی و تست رسوب گلبول قرمز و تست‌های انعقادی استفاده می‌شود. در سل کانترها سل‌ها بر اساس نوع طبقه‌بندی و شمارش می‌شوند .در این دستگاه‌ها از متدهای الکترونیکی و نوری استفاده می‌شود.در سیستم‌های الکترونیکی نمونه‌های خون پس از رقیق سازی از درون لوله‌های باریکی به نام اپرچر عبور داده می‌شوند. عبور سلول‌ها از درون انها باعث تغییر پتانسیل الکتریکی می‌شود.محلول لایز کننده به نمونه خون رقیق شده اضافه می‌شود تا گلبول‌های قرمز را لایز کند وگلبولهای سفید به خوبی اندازه‌گیری شوند.

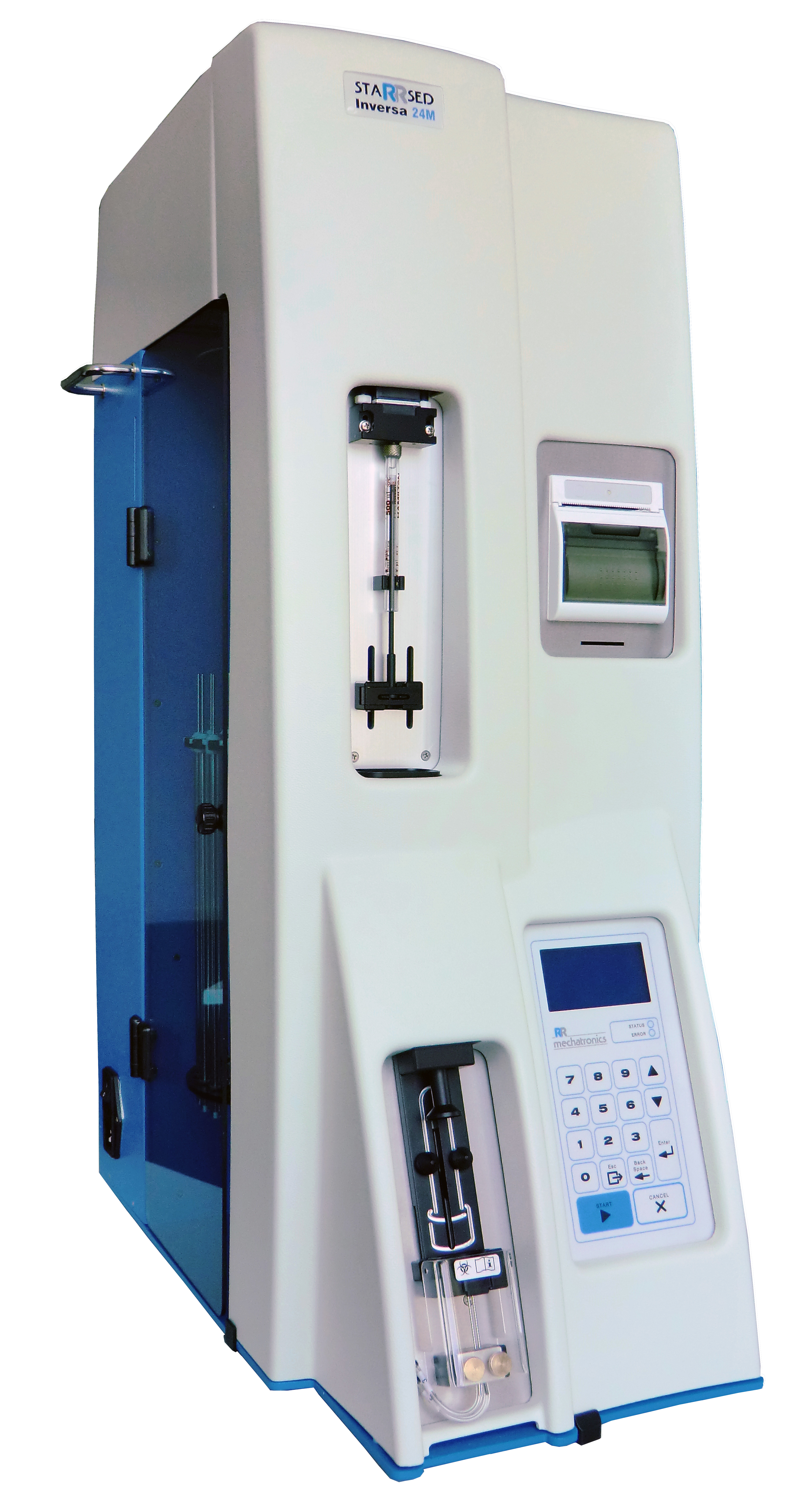
دستگاه اتوماتیک ای اس ار بر اساس متد وسترگرین